# Podomí
Podomí là một làng thuộc huyện Vyškov, vùng Jihomoravský, Cộng hòa Séc.